# Сіємреап
Сіємреа́п (кхмер. ក្រុងសៀមរាប Siĕm Réab [siəm riəp] — «поразка Сіаму») — місто в Камбоджі, адміністративний центр провінції (кхету) Сіємреап. Населення міста — 171 800 чол. (2009)

## Клімат
Місто розташоване у зоні, котра характеризується кліматом тропічних саван. Найтепліший місяць — квітень із середньою температурою 29.4 °C (85 °F). Найхолодніший місяць — грудень, із середньою температурою 24.4 °С (76 °F).
| Клімат Сіємреапа        | Клімат Сіємреапа | Клімат Сіємреапа | Клімат Сіємреапа | Клімат Сіємреапа | Клімат Сіємреапа | Клімат Сіємреапа | Клімат Сіємреапа | Клімат Сіємреапа | Клімат Сіємреапа | Клімат Сіємреапа | Клімат Сіємреапа | Клімат Сіємреапа | Клімат Сіємреапа |
| Показник                | Січ.             | Лют.             | Бер.             | Квіт.            | Трав.            | Черв.            | Лип.             | Серп.            | Вер.             | Жовт.            | Лист.            | Груд.            | Рік              |
| Абсолютний максимум, °C | 35               | 36               | 38               | 39               | 40               | 38               | 35               | 35               | 34               | 33               | 34               | 34               | 40               |
| Середній максимум, °C   | 31               | 32               | 33               | 34               | 33               | 32               | 31               | 31               | 30               | 30               | 30               | 30               | 32               |
| Середня температура, °C | 25               | 26               | 28               | 29               | 28               | 28               | 27               | 27               | 26               | 26               | 25               | 24               | 27               |
| Середній мінімум, °C    | 19               | 21               | 23               | 24               | 24               | 24               | 23               | 23               | 23               | 22               | 21               | 19               | 22               |
| Абсолютний мінімум, °C  | 9                | 12               | 15               | 17               | 18               | 17               | 18               | 18               | 20               | 17               | 12               | 10               | 9                |
| Норма опадів, мм        | 0                | 10               | 20               | 60               | 140              | 170              | 200              | 200              | 260              | 230              | 80               | 10               | 1440             |
| Днів з дощем            | 0                | 1                | 2                | 4                | 5                | 11               | 12               | 12               | 13               | 12               | 6                | 1                | 83               |
| Вологість повітря, %    | 71               | 70               | 69               | 68               | 75               | 79               | 81               | 82               | 84               | 84               | 80               | 75               | 77               |
| ----------------------- | ---------------- | ---------------- | ---------------- | ---------------- | ---------------- | ---------------- | ---------------- | ---------------- | ---------------- | ---------------- | ---------------- | ---------------- | ---------------- |
| Джерело: Weatherbase    |                  |                  |                  |                  |                  |                  |                  |                  |                  |                  |                  |                  |                  |

## Історія
Сіємреап був лише селом, коли перші французькі дослідники у XIX ст. заново відкрили Ангкор. З переходом Ангкора під французьку юрисдикцію в 1907 році, Сіємреап став рости на перших хвилях туризму. Готель The Grand Hotel d'Angkor відкрив свої двері в 1929 році, і храми Ангкора залишались однією з ведучих азійських пам'яток аж до кінця 1960-х рр. В 1975 році населення Сіємреапа (як і інших міст Камбоджі) було виселене червоними кхмерами в сільську місцевість.
Через довгу громадянську війну місто перебувало в занепаді і стало повільно відновлюватися як туристичний центр лише в середині 1990-х.
Сьогодні Сіємреап без сумніву є найшвидше зростаючим містом Камбоджі і слугує маленьким чарівним передоднем до огляду храмових комплексів Ангкора. Завдяки Ангкору Сіємреап перетворився на жвавий туристичний центр з сучасними готелями і архітектурою. Незважаючи на сильний міжнародний вплив, Сіємреап і його жителі зберегли більшу частину традиційного вигляду міста і культури.

## Транспорт
За 7 км від міста розташований міжнародний аеропорт Сіємреап-Ангкор (IATA: REP). Аеропорт приймає прямі рейси з Пномпеня, Сінгапура, Бангкока, Куала-Лумпура, В'єнтьяна, Луангпрабанга, Ханоя, Хошиміна, Дананга, Гонконга, Гуанчжоу, Сеула, Пусана, Куньміна, Гаосюна, Тайбея. Планується будівництво нового аеропорту в 60 км від Сіємреапа.
Сіємреап пов'язаний Національною дорогою № 6 з тайським кордоном і Пномпенем (314 км).
Щодня з Пномпеня в Сіємреап і з Сіємреапа у Пномпень йдуть швидкісні катери. Вартість квитка — $35.

## Релігія
Крім пам'ятників Ангкора у Сіємреапі також є близько десятка сучасних буддійських храмів, найбільш відомі з них Ват Дамнак, Ват Бо, Ват Кесарарам, Ват Преах Пром Рат.
У місті існує мусульманська община, в районі Стингтхмей є мечеть Неакма і медресе.
Католицька громада налічує близько 150 вірян  (камбоджийці і європейці) і 60 прихожан у Чонг Кніех (плавуче село на озері Тонлесап, переважно, в'єтнамці). У Сіємреапі розташована католицька дзвіниця (в північній частині міста), в селі — церква.
Діють також різні протестантські конгрегації.